# 韩国LGBT权益
大韩民国LGBT權益（대한민국의 성소수자 권리）中的女同性恋、男同性恋、双性恋与跨性别者面临非LGBT居民没有经历过的法律挑战。男性及同性的同性性行为在韩国是合法行为，但同性婚姻、民事结合等同性伴侣关系也不受法律支持。同性恋在韩国的大韩民国宪法、民事或刑事法律文件中均未提及。
韩国国家人权委员会法第31条规定，“人都不应因为其性取向而遭到歧视”。然而在军事刑法第92条中，单身者之间发生同性性关系被认为是“性骚扰”，并可处以最高一年监禁。军事刑法未对知情同意和未知情同意的性行为进行区分，并将知情同意的性行为称为“相互强奸”（韩语：／)。但军事法庭在2010年裁定此法律违法，表示同性恋是严格的个人私事。该判定上诉至韩国大法院，并仍在等待裁决。。2022年4月，韓國最高法院針對軍方幾十年來禁止同性性行為的法令做出了一項具有里程碑意義的決定，推翻了兩名同志軍人在基地外發生性行為的有罪判決。
韩国在很长一段时间内对同性恋没有认知，在近一段时间关于同性恋的认识和辩论越来越多，在大众传媒上也出现了同性恋主题的娱乐产物、人物和明星，如公开出柜的明星洪锡天。但韩国的LGBT仍面临一些困难，很多人都不愿意向家人、朋友或同事坦诚他们的同性恋身份。
此外，在學校中，同性取向學生不時受到其他師生騷擾，且缺乏適切的心理支援，部份學校甚至將他們邊緣化，例如拒收LGBTQ學生等。

## 媒体
韩国首个同性恋主题杂志Buddy于1998年创立，一些流行的同性恋产业也开始出现。
在电视上出现同性题材之前，2005年韩国出现同性题材电影《王的男人》，讲述的是朝廷中王和他男性艺妓之间的故事。该电影在当时成为最卖座的电影，收入超过《实尾岛风云》和《太极旗飘扬》两部韩国电影。电影名王的男人意指王的爱人。随后又有多部同性题材电影，如2008年电影《霜花店》、及在2006釜山国际电影节展映的李宋熙日执导的电影《爱，不悔》。
韩国主流电视节目也开始关注同性恋人物及同性恋主题。2010年在SBS电视台播出的肥皂剧《人生多美丽》（朝鲜语：인생은 아름다워）是首部在黄金时间播出的关于男同性恋伴侣关系的电视剧，剧中他们不知情的家人让他们与女性相亲。 同年，《个人取向》（朝鲜语：개인의 취향）在MBC电视台播放，该剧讲述一名为了和女性同居而假装同性恋的直男。 此前，首次播放同性恋主题电视节目的是有线电视频道tvN，在2008年深夜该台播出了一名同性恋男演员与异性恋女演员关于同性恋的探讨，在节目中他们公开他们的性取向。
 
公开的LGBT娱乐人物有模特及女演员河莉秀，她是一名跨性別女性，并经常在电视上露面。 演员洪锡天，在2000年出柜后被雇主辞退并转向演艺事业。他在多个辩论节目中支持同性恋权益。
公开同性恋取向的演员金智厚在2008年10月8日上吊自杀。警方将其自杀归因于公众对同性恋的偏见。
《比利提斯俱乐部的女儿们》（朝鲜语：클럽 빌리티스의 딸들）是KBS电视台在2011年8月7日播出的一部关于女同性恋生活的独幕剧。在播出后，网络上愤怒的反对者立即开始抗议，并威胁抵制该电视台。制作人员最终在放映4天后关闭在线回放功能。
“XY She”是KBS Joy有线电视频道播出的关于跨性别女性的谈话节目，在第一集后便由于公众反对而取消播放。电视台官方称停播原因是主持人和其他播映人员遭到攻击。
2013年，电影导演金赵光秀和其制片公司老板金承焕举办首个韩国同性伴侣公开婚礼。但他们的婚姻未被法律认可。同年12月，鐘鉉將Twitter上的個人頭像照，換成聖公會大學社會學系姜銀河學生所編寫的海報照片，題目為「無論叫什麼名字都不得安寧」的文章，並在內容呼籲大眾尊重LGBT權益。他以藝人身分公開支持LGBT的舉動，被保守派網站ILBE網友群起攻擊，甚至在SHINee的粉絲網站惡意張貼合成淫照。

## 反对区别对待
韩国国家人权委员会法禁止基于一系列理由的歧视，其中包括因性取向而引起的歧视，但现在仍未有直接反对基于性取向和性别身份的歧视的法律。
国家人权委员会在2006年7月向韩国政府首次提出设立反歧视法律条文。政府安排任务组（TFT，Task Force Team）对该条文进行修订，并于2007年6月移交司法部。司法部在关于该法案的声明中指出“总部反对同性恋”及“传教联盟要求停止反歧视法案”。10月3日司法部非正式地决定移除关于性取向的7个条款。在新闻传出后，社会活动者在同日举行了紧急活动，以“紧急反对修改后的反歧视法案和恐同”。
2010年，司法部推动TFT修订的反歧视法案版本。作为回应，社会活动者团结一致在12月支持该法案。而受到保守宗教社群的影响，司法部放弃了该项努力。
在2013年，超过50位民主党成员发起向反歧视法案中引入性取向条款的动议，但随后由于来自保守宗教社群的攻击而撤回该项动议。

## 兵役
在韩国，所有男性公民都需要服强制兵役。征兵由兵务厅进行。兵务厅负责管理征兵时需要用到的“心理测试”，该测试中有一些关于应征人员性取向的问题。服役中的同性恋军人被列为“人格障碍”或“行为障碍”，这可能导致被收治或开除军籍。该项政策已被军事法庭裁定违法，已上诉至韩国大法院。
韓國的《軍事刑法》第92條第6項規定，有「肛交或其他猥褻行為」的士兵最多可被判處兩年監禁，無論雙方是否自願、以及是在軍內還是軍外發生。
2022年4月21日，韓國最高法院針對軍方幾十年來禁止同性性行為的法令做出了一項具有里程碑意義的決定，推翻了兩名同志軍人在基地外發生性行為的有罪判決。人權團體稱此舉將有利於減少軍隊中對性少數的歧視。

## 跨性别权益
韩国大法院裁定年满20岁、单身且无子嗣才可以改变性别。 对于男性到女性的性别重置手术，受术者必须证明他们不存在逃避兵役的问题，即提供服兵役证明或免除兵役证明。2006年6月22日，大法院裁定经过成功性别重置手术的跨性别人士有权利在任何法律文件中使用他们的新性别。这包括更正他们在所有政府记录和公开文件中的性别的权利，例如修改普查中的记录。 在2013年3月，首尔西区法院裁定5名女性到男性的跨性别人士可以不经性别重置手术而登记为男性。
跨性别者在20岁以后可以进行性别重置手术并可以更改其法律性别。 河莉秀是韩国首个跨性别娱乐明星，并在2002年成为韩国第二个法律性别改变者。

## 同性婚姻
同性婚姻目前不被认可。同性伴侣关系在其它地区亦均不被承认。然而，2023年2月，韩国一家法院表示，同性伴侣应该获得政府福利。

## 日常生活
朝鮮半島在古代歷史上並沒有任何迫害LGBT的紀錄，即使日治時期也並未出現反同法律，是世界上少數從頭到尾都未限制同性性行為的區域之一。
在韩国，同性恋称为“同性爱者”（谚文：동성애자）。一个更加政治正确的称呼是“同性恋爱者”（동성연애자）。韩国同性恋者常称自己为“异般人”或“二般人”（이반인）意为不同的人或低等级的人，一般会简称为“异般”（이반）。该词在韩语中与“一般人”不同音。另外，韩国人还会使用韩式英语来称呼LGBTQ人群。这些词包括女同性恋（Lesbian）的音译레즈비언，男同性恋（gay）音译게이，酷儿（queer）音译퀴어，跨性别者（transgender）音译트랜스젠더。双性恋在韩国被称为“两性爱者”（양성애자）。虽然自称双性恋者人数越来越多，但直到2013年，只有一次关于双性恋的研究。
相較於近鄰對同性戀議題越來越關注的日本、台灣和蒙古國，同性恋在韩国社会仍是禁忌，同性伴侣关系也很少在公开场合见到(不過LGBT常見的驕傲遊行在韓國仍可照常舉行)。这种缺乏关注体现在韩国的同性恋酒吧都以低姿态运营。这些酒吧都集中于一定的区域中，例如首尔的历史区钟路区或外国人聚集区梨泰院（特别是被称为“同性山”的区域）等。釜山广域市和其他大城市中，同性恋者也有独自的夜生活。
另外，近年來一些逃離北韓的脫北者，有在韓國公開出櫃的記錄，雖然在LGBT的議題上韓國仍然保守很多，但與北韓相較下，這些族群在行動與表達上仍然自由不少。

## 公众观点
虽然保守社会观点仍占主流，但韩国社会显著地更加接受同性恋，LGBT权益也有发展。2013年盖洛普民意测验显示，39%的民众认为同性恋应当被社会接纳，在2007年只有18%的民众持此观点。韩国在参与调查的39个国家中是接纳率提高最大的国家。同时，调查结果的年龄差异非常大：2013年的调查显示，71%的18-29岁的韩国人认为同性恋应当被接受，而同时超过50岁的韩国人中只有16%认为同性恋应当被接受。
在2013年4月，盖洛普民意测验在保守基督教团体中进行的统计表示，25%支持同性婚姻，67%反对，8%不清楚或未回答。在2013年5月，益普索民意测验显示26%的民众支持同性婚姻，另外31%的民众支持其他形式的同性伴侣结合。

## 網路审查
韩国政府在2001至2003年期间曾对同性恋内容网站实行审查。审查由科學技術情報通信部下设的信息通讯伦理委员会。该审查随后被撤销。

## LGBT人权组织
从2008年5月起运作的彩虹运动是韩国LGBT组织组成的联盟，其包括17个参与组织以及参与的个人。
在参与的组织中，同性愛者人權連帶、朋友之間、KSCRC、Unni Network和Network for Glocal Activism拥有全职的社会运动者。除了酷儿文化节之外，这些组织的资金来源为成员捐献。

## 总结
| 同性性行为                                         | （在历史上未出现过反同性法律）          |
| 平等的同意年龄                                     | （在历史上未出现过反同性法律）          |
| 适用于雇佣关系的反歧视法                           | /（僅部分歧視適用，因司法管轄區而異。） |
| 适用于商品及服务的反歧视法                         | /（僅部分歧視適用，因司法管轄區而異。） |
| 适用于其他领域的反歧视法（包括间接歧视、厌恶言论） | /（僅部分歧視適用，因司法管轄區而異。） |
| 同性婚姻                                           | No                                      |
| 承认同性伴侣                                       | No                                      |
| 同性伴侣养育过继子女                               | No                                      |
| 同性伴侣共同领养                                   | No                                      |
| 可以公开服务于军队                                 | Yes                                     |
| 更改法律性别                                       | （自2006年）                            |
| 穿着異性服飾的合法性                               | Yes                                     |
| 女同性恋体外受精                                   | No                                      |
| 男同性恋商业代孕                                   | No                                      |
| 男男性接触人群允许捐血                             | Yes                                     |

### 相关文章
- 从50到1500，韩国酷儿文化节10年（英文），Matt Kelley Fridae.com （页面存档备份，存于），2009年6月16日
- 韩国法律的“跨越”（英文），Matt Kelley、Mike Lee Fridae.com （页面存档备份，存于），2009年5月29日
- 2名韩国公开同性恋演员自杀（英文），Matt Kelley Fridae.com （页面存档备份，存于），2008年10月9日
- 2007年6月6-10日首尔LGBT电影节（英文），News Editor Fridae.com （页面存档备份，存于），2007年6月6日